# Schäffer & Budenberg

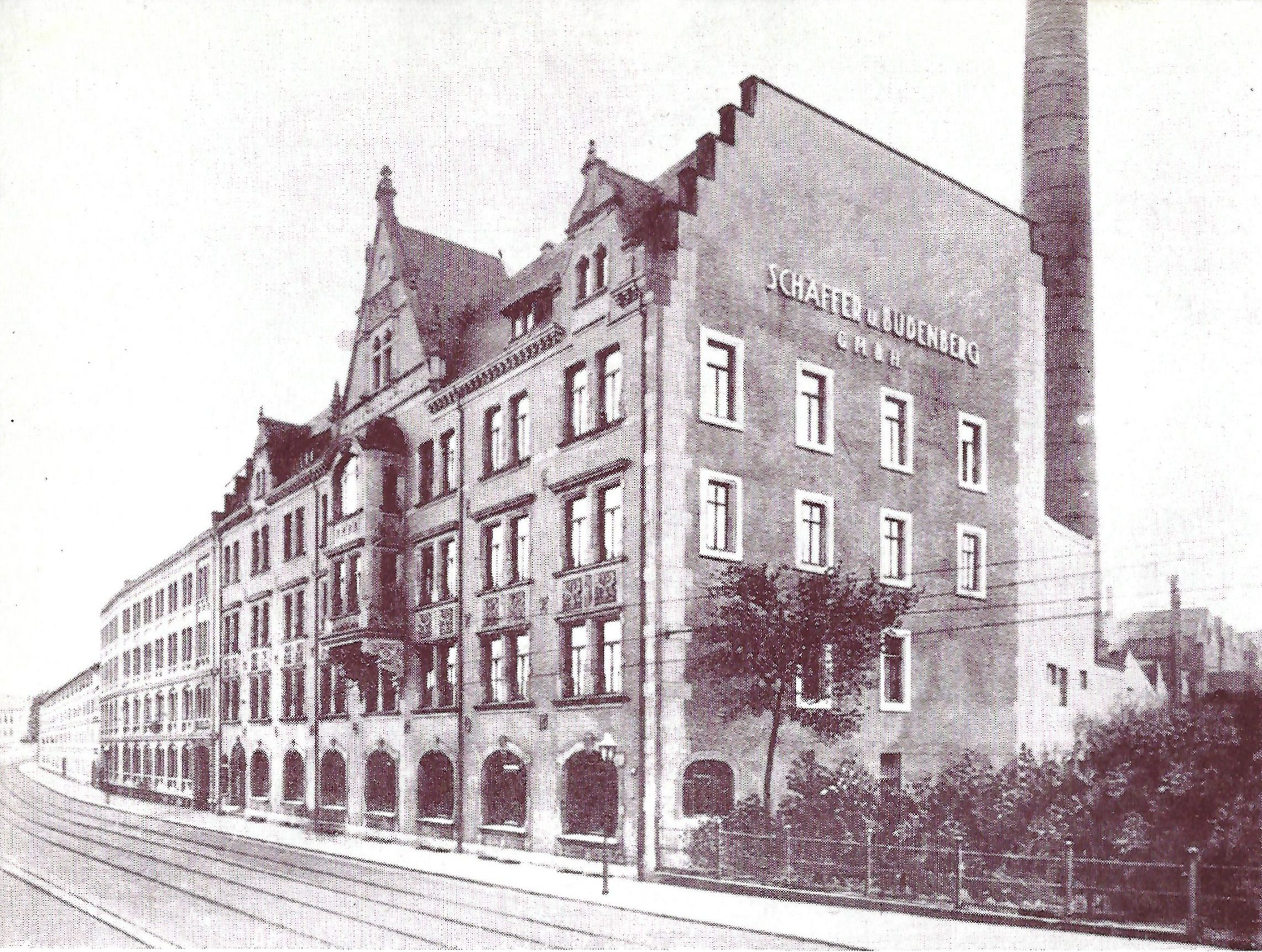
Verwaltungsgebäude von Schäffer & Budenberg, Schönebecker Straße 7

Schäffer & Budenberg ist ein ehemaliger Industriebetrieb in Magdeburg im heutigen Sachsen-Anhalt. Teile der erhaltenen Gebäudesubstanz stehen unter Denkmalschutz.

## Geschichte

### Gründung

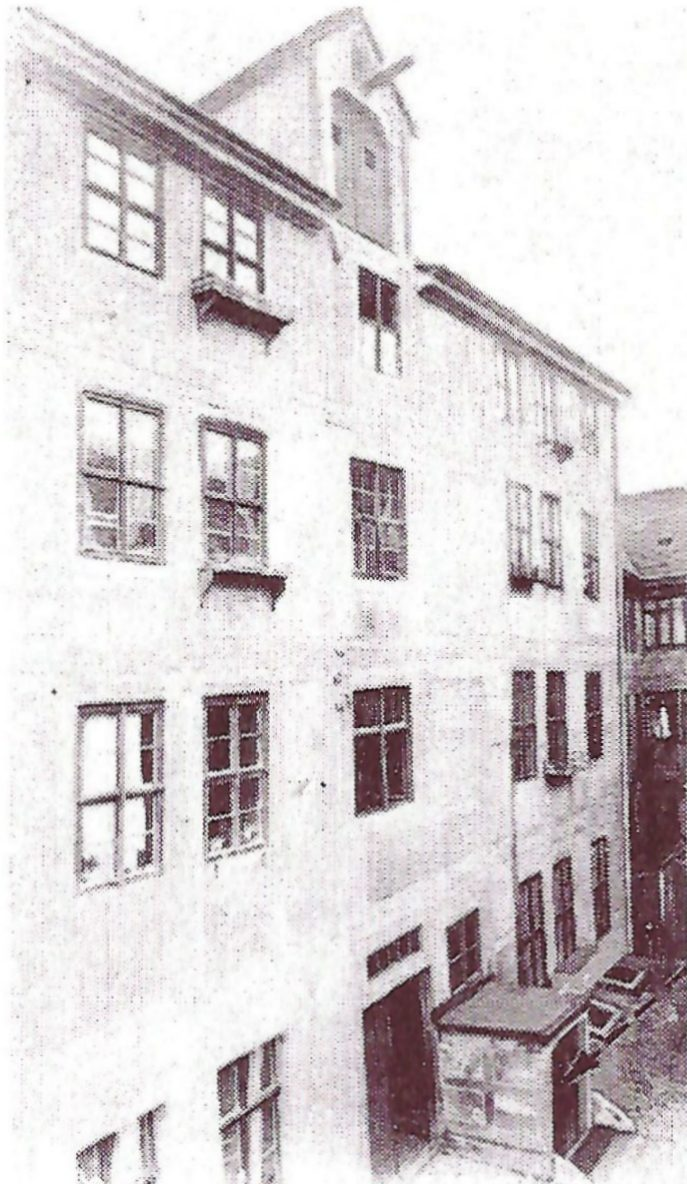
Firmensitz im Keller (Pfeil) des Hinterhauses in der Stephansbrücke 15

Der Gesellschaftsvertrag der Firma Schäffer & Co. wurde am 14. Januar 1850 geschlossen und zielte auf eine Gründung zum 1. März 1850 ab. Gründer war der Ingenieur Bernhard Schäffer. Als Teilhaber beteiligte sich der Kaufmann Christian Friedrich Budenberg, mit dem eine entfernte Verwandtschaft bestand. Weitere Teilhaber war Franz Primavesi, der vorherige Arbeitgeber Schäffers, und ein Frommeyer. Bereits kurz darauf schied Primavesi jedoch aus der Gesellschaft aus. Neben Schäffer blieb nur Budenberg als Teilhaber. Die Firmierung wurde daher in Schäffer & Budenberg verändert. Im Unternehmen sollte insbesondere das von Schäffer entwickelte und 1849 patentierte Plattenfeder-Manometer gebaut werden. Da das Manometer zunächst in Deutschland zu wenig abgesetzt wurde, meldete Budenberg es über seinen nach England gereisten Bruder Arnold dort zum Patent an, wo es bald stark nachgefragt wurde, worauf sich auch international ein Erfolg einstellte. Es wurden weitere neue Produkte entwickelt. Arnold Budenberg richtete in England eine Filiale ein.
Zur Herstellung wurde eine Mechanische Werkstatt im Neuen Weg, etwa im Bereich des südlichen Teils der heutigen Weitlingstraße, in Magdeburg eingerichtet. Wichtigste Maschine war zunächst eine per Fuß angetriebene Drehbank. Die finanzielle Situation war häufig angespannt, so dass die Bezahlung der Arbeiter schwierig war und Budenberg Reisen wegen mangelnder Barmittel nicht unternahm. Der Schwager Budenbergs, Frommeyer, war in dieser Zeit ein wichtiger Finanzier des Unternehmens. Als Bedingung für seine Finanzierung hatte er allerdings gefordert, dass das Unternehmen auch Westfälischen Schinken und Speck vertreibt, was auch tatsächlich geschah. Die Mitarbeiterzahl stieg bald auf zwölf Personen, so dass das Unternehmen in größere Räumlichkeiten in die Prälatenstraße verlegt wurde. Nach weiterem Wachstum bezog der Betrieb 1852 das Hinterhaus der Stephansbrücke 15, wo das Unternehmen bis 1859 ansässig war. Die Zahl der Mitarbeiter war auf 48 angestiegen. Der Name wurde 1852 in Schäffer & Budenberg geändert.
Dem ersten Aufsichtsrat stand Selma Rudolph vor. Weitere Mitglieder waren die Ingenieure Walter und Carl Rudolph, der Landgerichtsdirektor Heinz Rudolph sowie Lisa Rudolph. Später wurde der Vorsitz wechselnd von Kommerzienrat Otto Arnold und Rittergutsbesitzer Fritz Dresel wahrgenommen. Weitere Mitglieder waren neben Selma Rudolph dann Richard Langensiepen, Bernhard und Ernst Schäffler.

### Verlegung nach Buckau

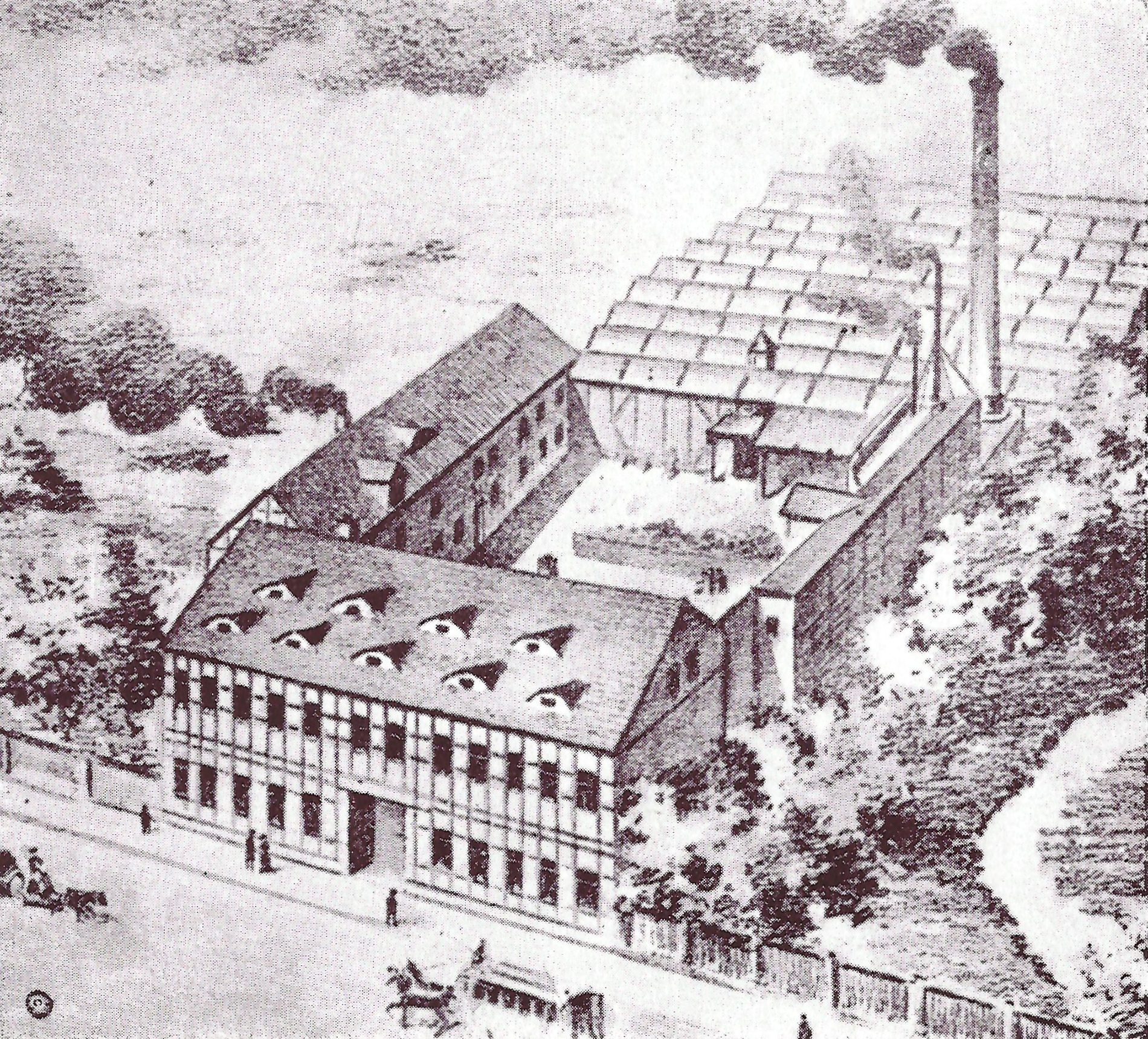
Gasthof Zum Landhaus an der Schönebecker Straße nach dem Umbau zum Firmensitz

1859 war der Platzbedarf für nun 120 Mitarbeiter so gestiegen, dass im April des Jahres ein neuer Standort außerhalb Magdeburgs in Buckau bezogen wurde. Dafür hatte Schäffer & Budenberg 1858 den Gasthof Zum Landhaus an der Schönebecker Straße erworben. Von Gärten umgeben entstand dort eine modern mit Dampfmaschinen und einer Eisengießerei ausgestattete Fabrik, die nach und nach erweitert wurde. Die Produktionspalette wurde um Armaturen erweitert. 1861 wurde der Manometerbau in einen neu errichteten Anbau ausgelagert. Zwischen 1866 und 1876 erwarb das Unternehmen weitere benachbarte Grundstücke. Es folgten Neubauten, auch die Maschinen- und Dampfkesselanlagen mussten erweitert werden. Letztlich wurden Grundstücke auch auf der anderen Seite der Schönebecker Straße gekauft und dort eine Gießerei, eine Schmiede und die Modelltischlerei errichtet. 1881 und 1882 wurden die Werkstätten erweitert und ein Modellraum sowie ein Holzlager angefügt. Fortlaufend wurden neue Produkte entwickelt und produziert, so Absperr- und Sicherheitsventile, Dampfdruck-Reduzierventile, Injekteure, Kondenswasserableiter, Schwimmerventile, Speiserufer und mechanische Thermometer. Der Absatz von Manometern stieg über 17.000 Stück im Jahr 1865, auf 25.000 Stück 1871 auf 40.000 Manometer im Jahr 1872. Das 500.000ste Manometer wurde 1881 in Gold hergestellt und dem preußischen Kronprinzen Friedrich Wilhelm Nikolaus Karl überreicht. Schon 1889 entstand das einmillionste, 1924 das sechsmillionste Manometer.

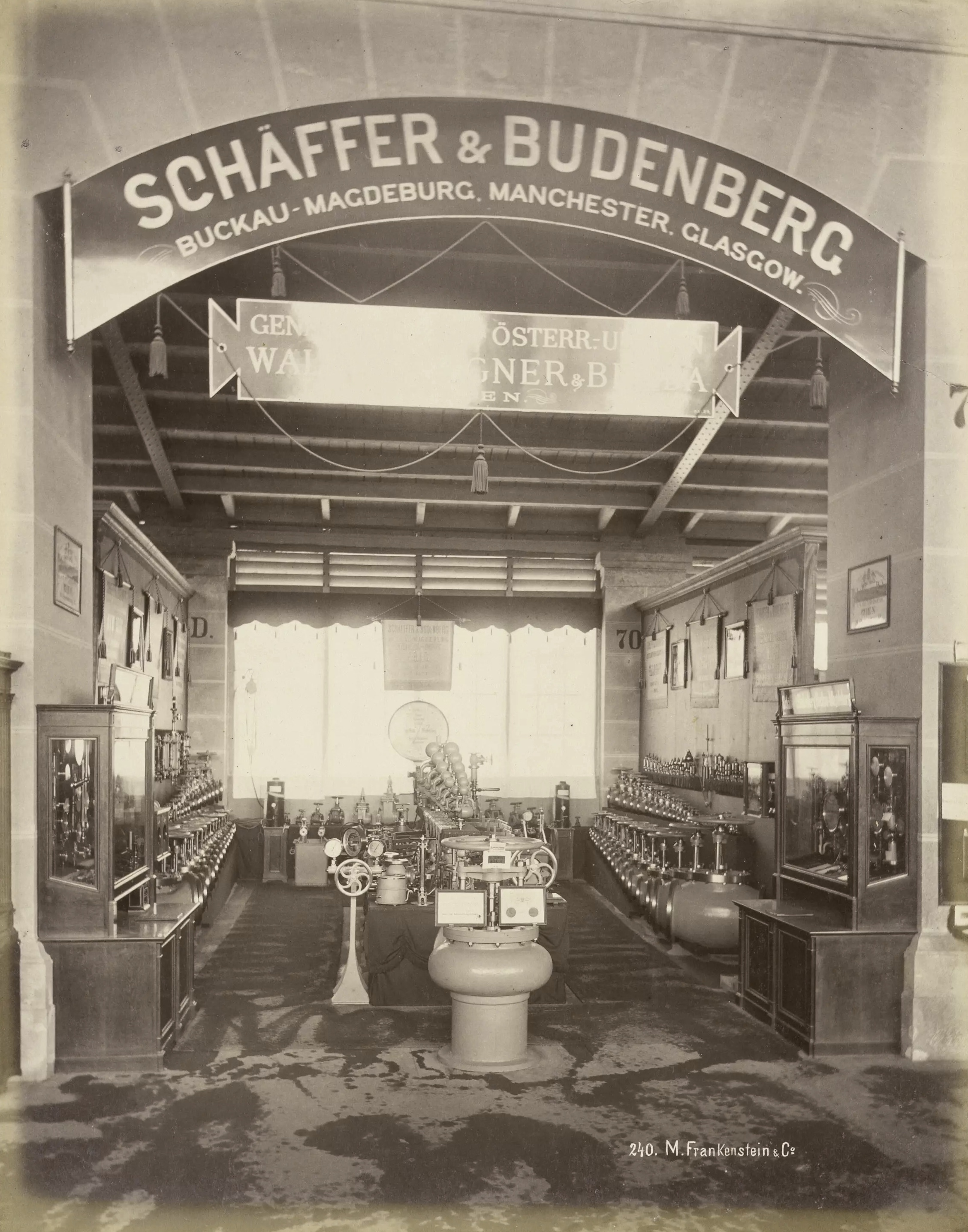
Stand von Schäffer & Budenberg auf der Weltausstellung 1873 in Wien

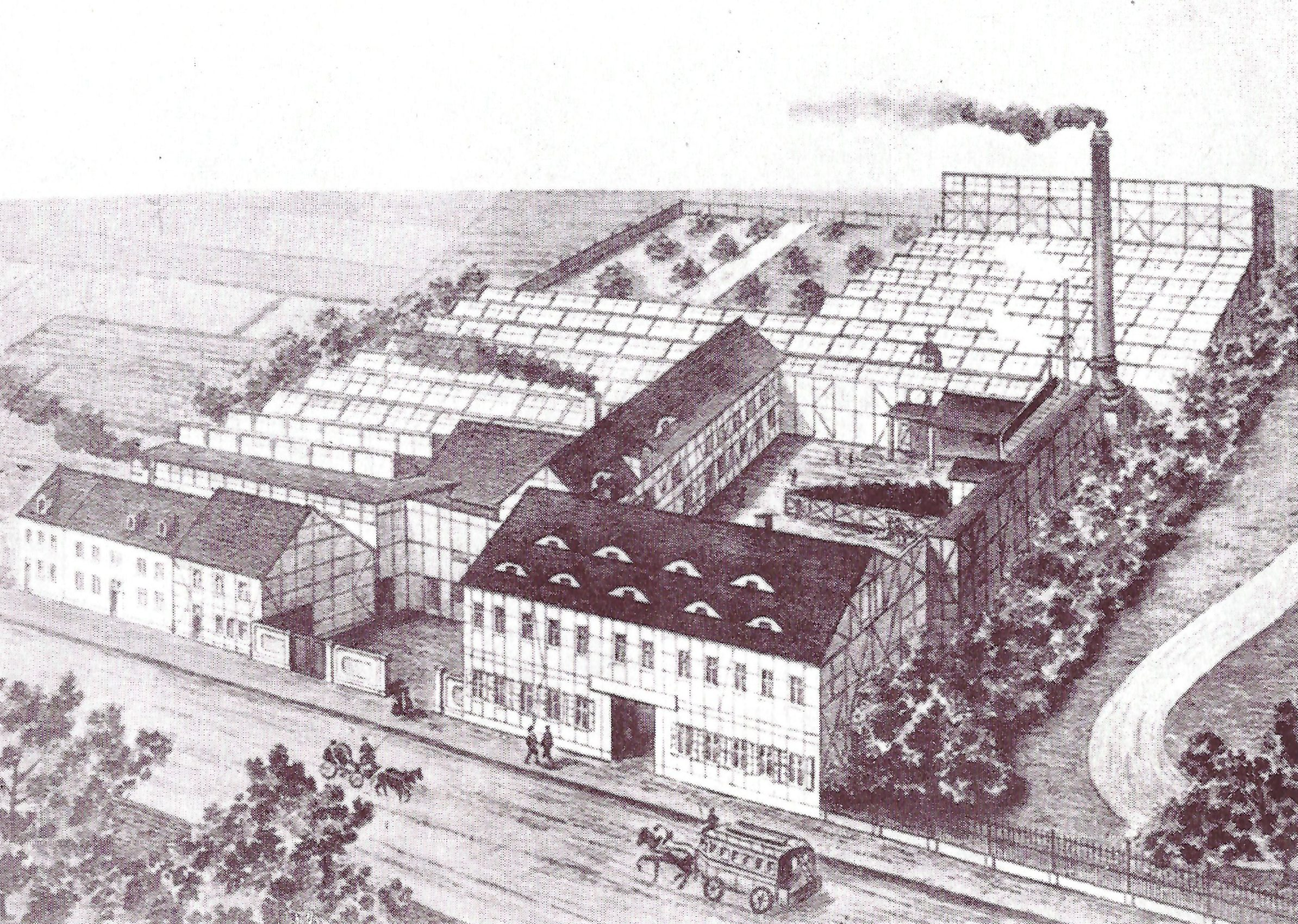
Werk Buckau im Jahr 1867 mit den erfolgten Erweiterungen

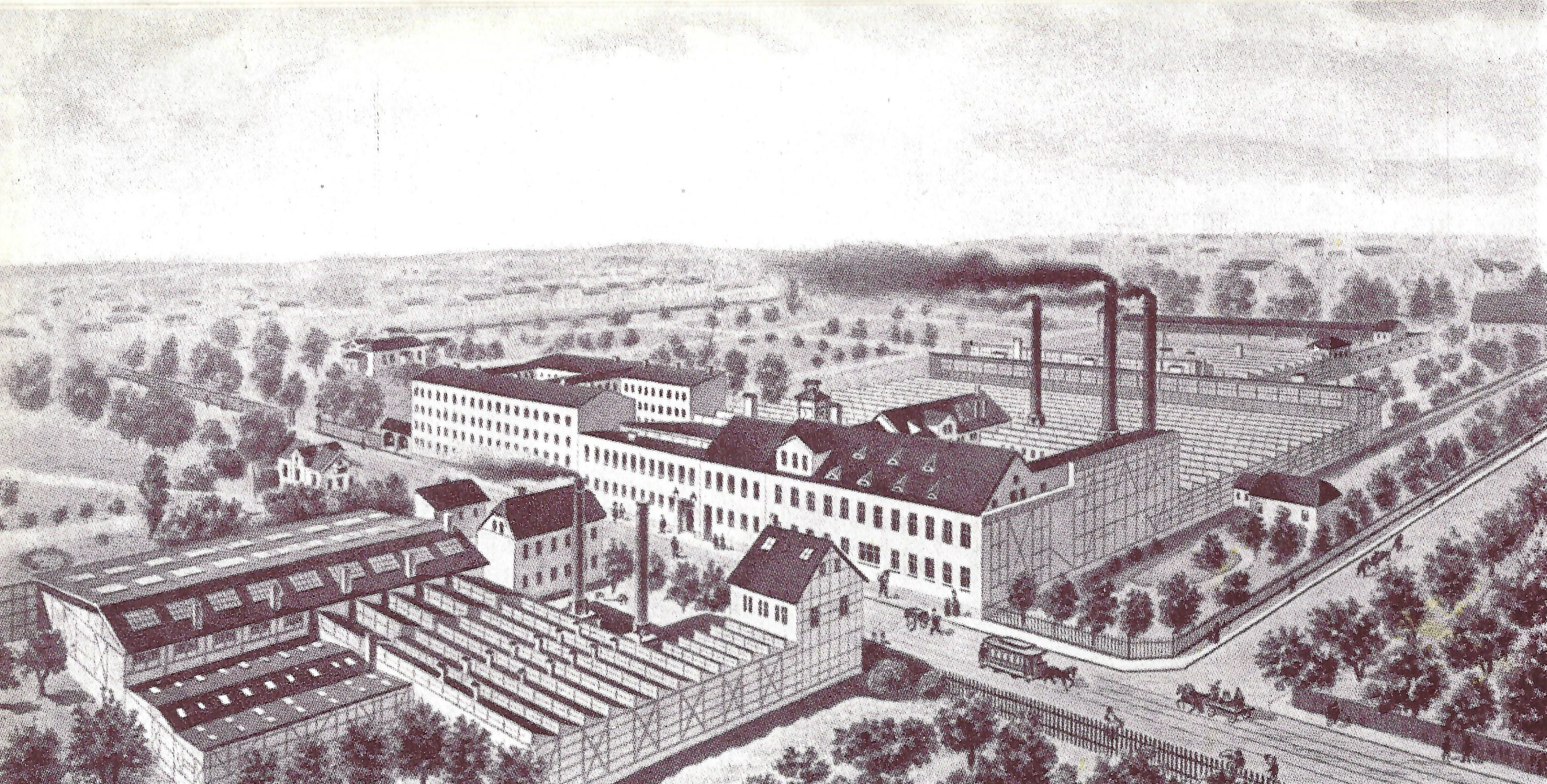
Ausbauzustand 1880

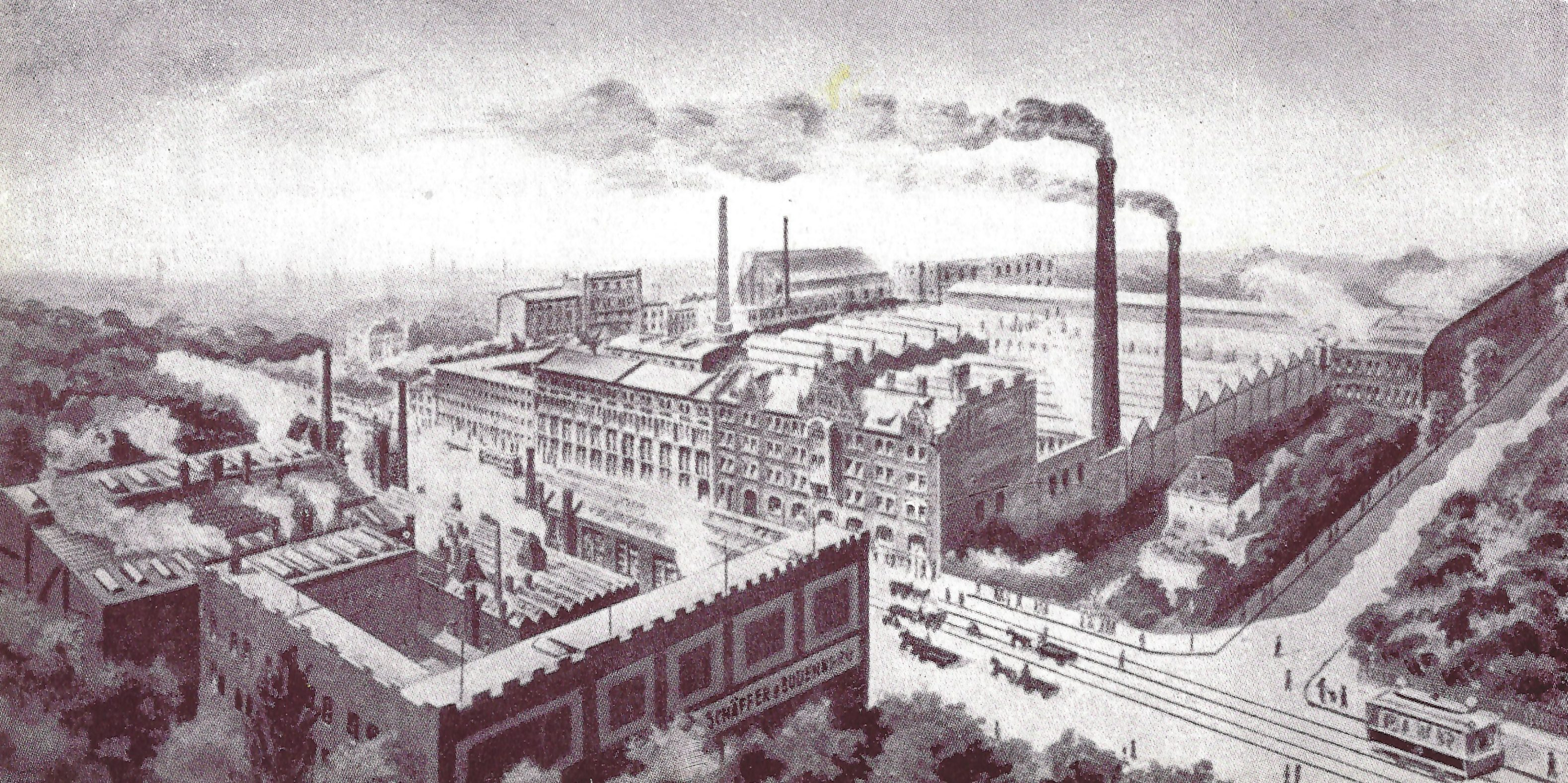
Ausbau bis 1900

Budenberg trieb insbesondere das Auslandsgeschäft voran. Schon im Jahr 1857 hatte Schäffer & Budenberg eine Werkstatt in Manchester eingerichtet, Verkaufsniederlassungen bestanden in London und Glasgow. Auslandsvertretungen wurden im Laufe der Zeit in Aussig, Gravenhage, Helsingfors, Johannesburg, Kiew, Kristiania, Lille, Mailand, Moskau, Paris, Prag, St. Petersburg, Stockholm, Warschau, Wien, Wladiwostok und Zürich eröffnet. Ein eigenes Werk entstand in Brooklyn in New York, eine Filiale in Chicago. In Lüttich entstand eine Werkstatt. Viele der Niederlassungen gingen im Zuge des Ersten Weltkriegs verloren oder wurden zerstört. Innerhalb Deutschlands bestanden Filialen in Berlin und Hamburg. Schäffer und Budenberg beteiligte sich an einer Vielzahl von internationalen Ausstellungen, so zum Beispiel auch an der Weltausstellung Paris 1867.
1866 war die Mitarbeiterzahl bereits auf 380 gestiegen. Bedingt durch den Deutschen Krieg sank sie auf 320, stieg aber bis 1874 auf 530 und 1881 dann auf 800 Personen. Sämtliche Mitarbeiter des Unternehmens wurden ab 1873 und damit lange vor einer entsprechenden gesetzlichen Verpflichtung, bei der Leipziger Deutschen Unfall- und Invaliditäts-Versicherungsgesellschaft gegen Unfall und Invalidität versichert. Am 22. Oktober 1873 besuchte Kaiser Wilhelm I. das Werk.
Bereits 1873 waren die Schwiegersöhne von Schäffer und Budenberg, Fritz Dresel und Otto Arnold als Teilhaber in das Unternehmen eingetreten. Bernhard Schäffer verstarb 1877.
Im Jahr 1883 wurde ein Grundstück an der heutigen Budenbergstraße erworben, auf dem eine Eisengießerei errichtet wurde. Die Gießerei war durch den steigenden Bedarf an Eisenarmaturen notwendig geworden. Grauguss war aus Tangerhütte bezogen worden. Die Gießerei wurde im Oktober 1884 eröffnet. Bei Schäffer & Budenberg waren nun 1000 Personen beschäftigt und wurden 320 Drehbänke betrieben.
Es entstanden auch neue betriebliche Sozialeinrichtungen. So wurde 1887 eine Werksküche eingerichtet, in der ein Mittagessen für 27,5 Pfennig und ein Abendessen für 20 Pfennig gekauft werden konnte. Auch eine Konsumeinrichtung und eine Badeanstalt mit zunächst zwölf Duschen geschaffen. 1889, anlässlich des Baus des millionsten Manometers, wurde eine Unterstützungskasse für Arbeiter und Angestellte eingerichtet, die zunächst 30.000 Mark umfasste und 1900 auf 100.000 Mark aufgestockt wurde. Die Kasse bestand jedoch nur bis 1922 und musste dann infolge der starken Inflation ihren Betrieb einstellen. Ein Altenheim bestand mit dem Budenberg-Stift seit 1884.
1893/94 wurden alte Verwaltungs- und Lagergebäude abgerissen und durch moderne Neubauten in massiver Bauweise ersetzt. 1896 wurde ein neuer Trakt für den Instrumentenbau auf dem sogenannten Denecke´schen Grundstück gebaut. Die Hauptbetriebe Manometer- und Armaturenbau wurden auf der Ostseite der Schönebecker Straße endgültig voneinander getrennt Es wurden nun 1700 Personen beschäftigt. Im Jahr 1897 erwarb man ein südlich der Schönebecker Straße, an der Klosterbergestraße gelegenes Grundstück, das bald darauf bebaut wurde. 1898 erfolgten Erweiterungen der Metall und Eisengießerei.
Im Jahr 1900 war die Mitarbeiterzahl auf 3150 angestiegen. 2250 Menschen arbeiteten dabei in Buckau. Etwa in diesen Zeitraum fiel auch die Einrichtung des Werkes in Aussig. Jährlich entstanden nun 100.000 Manometer. Der Armaturenbau hatte sich ebenfalls gut entwickelt. So wurden die Lokomotiv-Injektoren des Unternehmens bei allen Eisenbahnen in Deutschland genutzt. Außerdem rüstete Schäffer & Budenberg die Kaiserliche Marine und große Teile des Bergbaus in Lothringen und im Saarland aus.
1901 wurde die Rechtsform des Unternehmens in eine GmbH umgewandelt. Geschäftsführer wurden Karl Laval, der zuvor als Prokurist im Unternehmen tätig war und Carl Prüsmann. Laval übernahm die Funktion als technischer, Prüsmann als kaufmännischer Direktor. 1907 wurde ein in der Freien Straße gelegenes Grundstück der ehemaligen Fabrik Garrett Smith & Co. angekauft. Dort entstanden durch Umbau vorhandener Gebäude und der Errichtung von Neubauten eine Stahlgießerei sowie eine mechanische Werkstatt. Die Gesamtfläche der Werksanlagen in Buckau umfasste nun zehn Hektar.
Schon im Vorfeld des Ersten Weltkrieges nahm die Rüstungsproduktion im Werk deutlich zu. Es wurden Stahlgußgranaten aber auch Zielgeräte für die Marineartillerie, Teile für Torpedowerften sowie Armaturen und Manometer für die Kaiserliche Marine hergestellt. 1913 war die Mitarbeiterzahl auf 3200 Personen angestiegen.

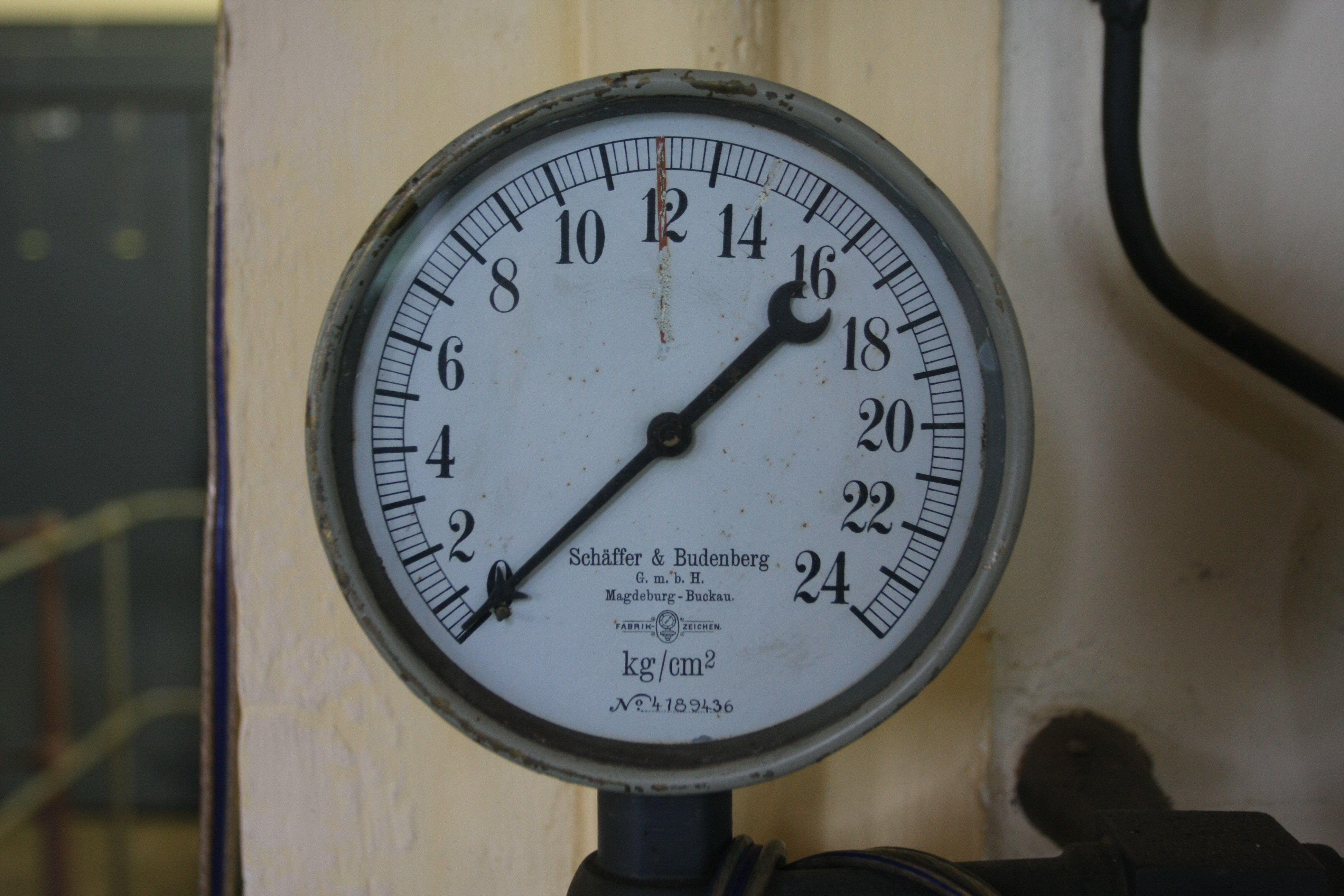
Druckmessgerät von Schäffer & Budenberg

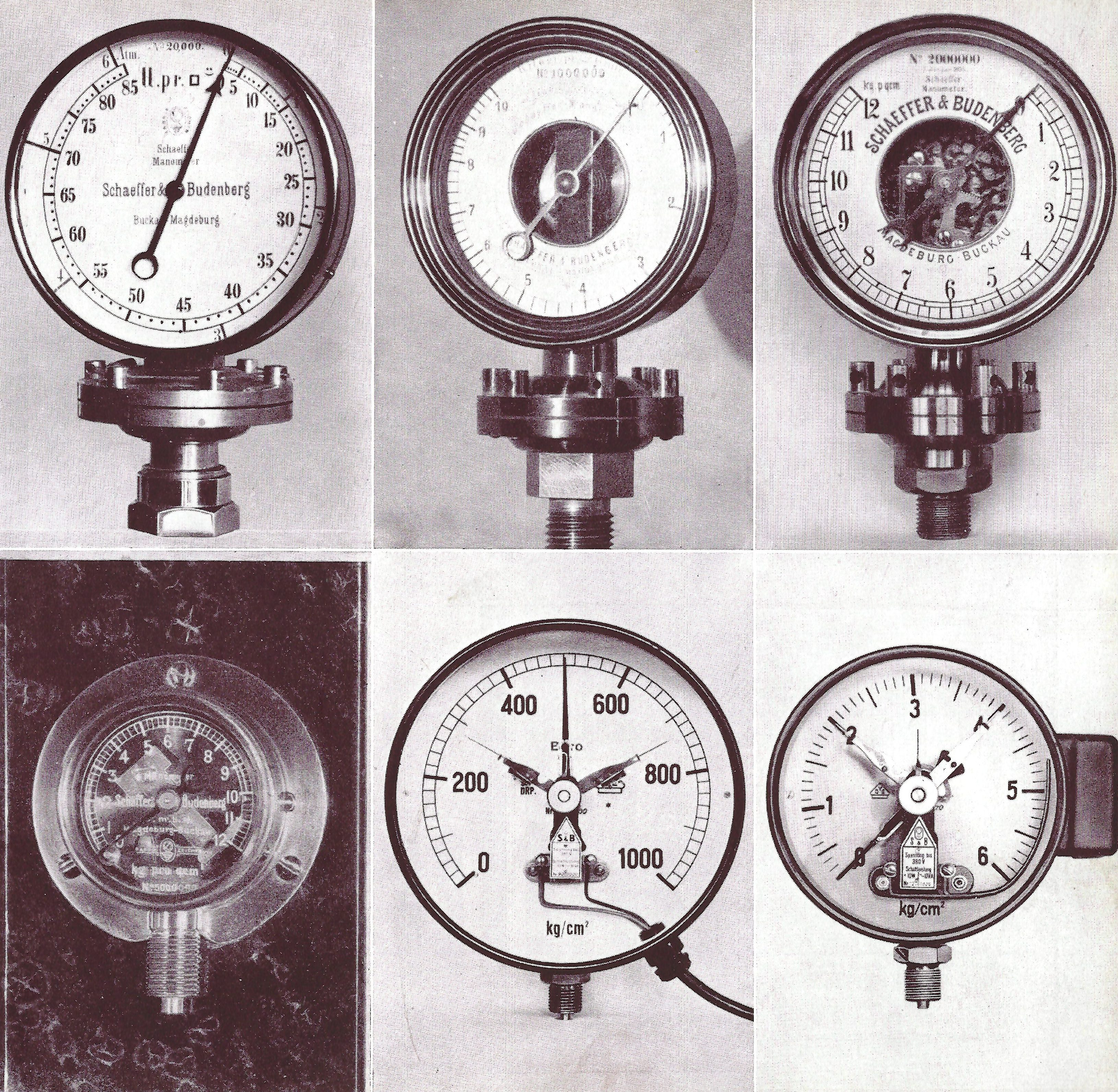
Entwicklung der Manometer von Schäffer & Budenberg

1914 erwirtschaftete man einen Gewinn von etwa 1,9 Millionen Mark. Mit Kriegsbeginn kamen auch viele Mitarbeiter des Unternehmens zum deutschen Militär. Der Produktionsumfang musste zunächst deutlich reduziert werden. Mit der Verstärkung der Rüstungsproduktion stieg die Produktion jedoch bald wieder an. Im Laufe des Krieges gingen die im Ausland befindlichen Werke und Niederlassungen zu einem großen Teil verloren. Die Produktion musste wieder auf eine Friedensproduktion umgestellt werden. Es kamen neue Produktlinien wie elektrische Fernmessgeräte und Starkstromkontaktgeräte hinzu. Auch wurden nach 1924 die Niederlassungen im Ausland zum Teil wieder eingerichtet. Außerdem entstanden 20 Verkaufsfilialen in deutschen Großstädten. 1925 beschäftigte das Unternehmen bereits wieder 3250 Mitarbeiter.
Ende der 1910er/Anfang der 1920er Jahre ergab sich ein Generationswechsel in der Unternehmensführung. Am 17. Mai 1918 verstarb Otto Arnold, 1923 auch Fritz Dresel. Auch die langjährigen Geschäftsführer Carl Laval (1919) und Carl Prüsemann (1921) verstarben. Ihre Nachfolger wurden Otto Spühr und Theodor Lottmann.
Im Jahr 1928 wurde das stromgünstigste Rhei-Ventil entworfen, das in den nächsten Jahren in Millionen-Stückzahl hergestellt wurde. Weitere wichtige Entwicklungen fanden im Bereich der Hochdruckarmaturen, insbesondere im Bereich hoher Temperaturen und für die Dampftechnik und Ölsynthese. Die Einrichtungen kamen international auf Ölfeldern und in Ölraffinerien zum Einsatz. 1929 wurde ein Elektrostahlwerk in der Freien Straße errichtet. Während der Weltwirtschaftskrise geriet jedoch auch Schäffer & Budenberg in Schwierigkeiten. Bis 1932 sank die Belegschaftszahl auf 1156 Personen und erreichte 1933 die Zahl von nur noch 1100 Personen.

### 1933 bis 1945
Die Unternehmensleitung lag zu Beginn der nationalsozialistischen Gewaltherrschaft bei dem nunmehr als Betriebsführer bezeichneten Klein. Er veranlasste die Bewerbung des Unternehmens für den Titel Nationalsozialistischer Musterbetrieb, der dem Unternehmen etwa 1937/1938 verliehen wurde. Eine Tafel mit der Auszeichnung wurde am Werktor des Betriebs 600 angebracht. Wieder wurde das Unternehmen, zunächst geheim, dann offen, für die Rüstung tätig. 1934 hatte sich die Beschäftigtenzahl auf 2147 Personen bereits wieder verdoppelt und stieg dann fast kontinuierlich bis 1944 auf 7144 Personen an. Ein erster Rüstungsauftrag betraf Minenanker. Es wurden dann Armaturen für die Kriegsmarine sowie Kettenkästen für Panzerräder hergestellt. Es folgte auch die Produktion von Waffen, Manometer für U-Boote, Teile für Torpedos, Schiffsventile, Bombenzielgeräte und Messinstrumente für die Artillerie. Da die Kapazitäten an ihre Grenzen stießen, wurden Neu- und Umbauten erforderlich. 1939 wurde das siebengeschossige Gebäude 2 gebaut. Im Jahr 1943 wurde eine Gesundheitsstation mit eigener Röntgenabteilung eröffnet.
1942 wurde das zehnmillionste, 1944 bereits das zwölfmillionste Manometer fertiggestellt. Von 1938 bis 1943 wirkte Friedrich Riepe als technischer Direktor des Unternehmens.

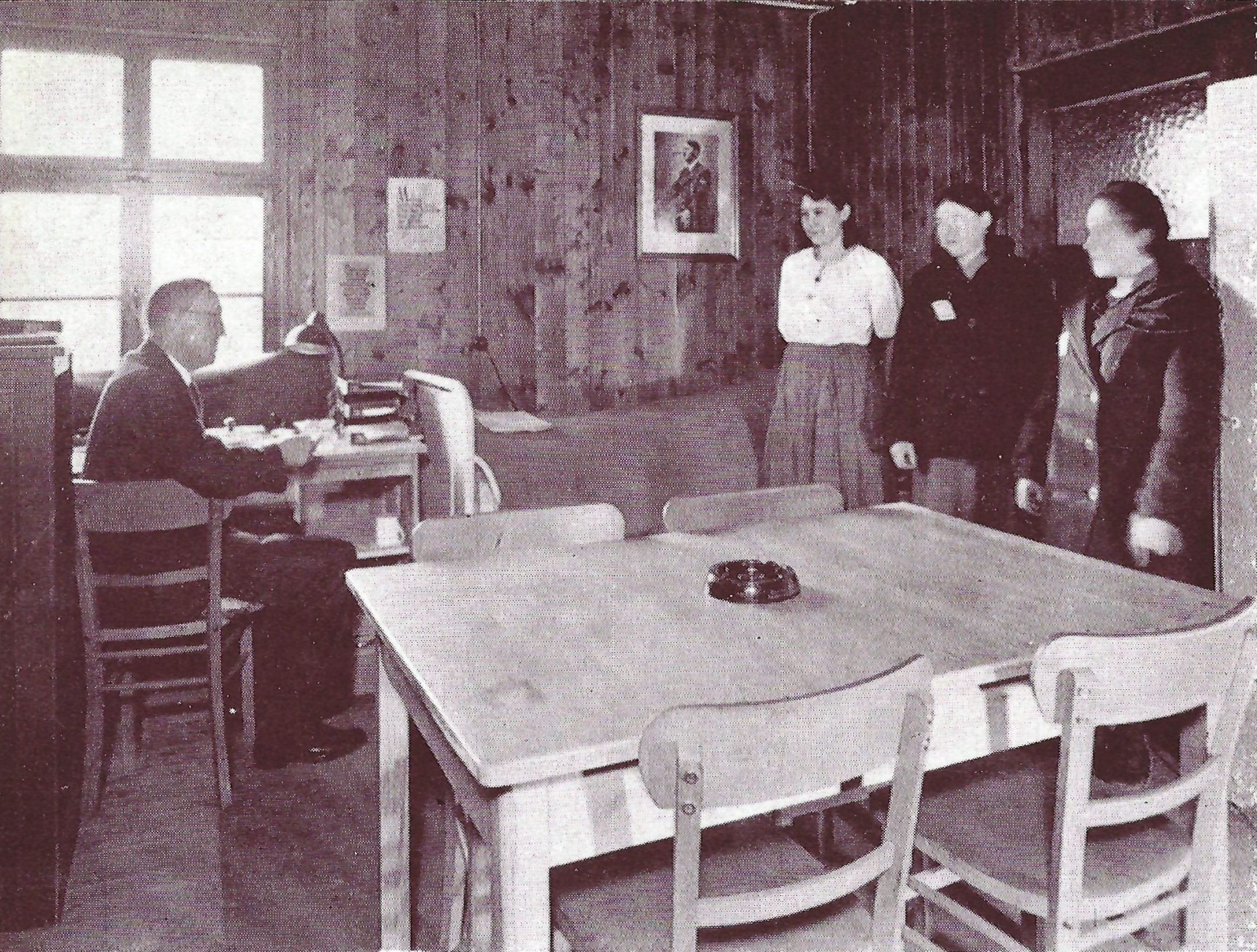
Zwangsarbeiterinnen bei Schäffer & Budenberg im Verhör beim Lagerleiter

Unter den Beschäftigten waren, bedingt durch die Einziehung der Männer zum Wehrdienst während des Zweiten Weltkriegs vermehrt Frauen. Am 15. Dezember 1941 wurde ein Werkskindergarten auf dem Mühlberg eröffnet. Zunächst waren 20 Kinder, später bis zu 70 Kinder in der Einrichtung. Ab 1942 wurden verstärkt russische Zwangsarbeiterinnen eingesetzt. Zwangsarbeiter kamen nicht nur aus der Sowjetunion, sondern auch aus Belgien, Frankreich, den Niederlanden, Polen, Tschechien und weiteren im Zweiten Weltkrieg besetzten Ländern. Hinzu kamen italienische Kriegsgefangene und aus italienischen Gefängnissen stammende Gefangene. Einige Zwangsarbeiter waren erst 14 Jahre alt. Bei vermeintlichen Fehlverhalten kamen Zwangsarbeiter in Steinbrüche bei Süpplingen oder in Konzentrationslager, aus den sehr viele nicht zurückkehrten.

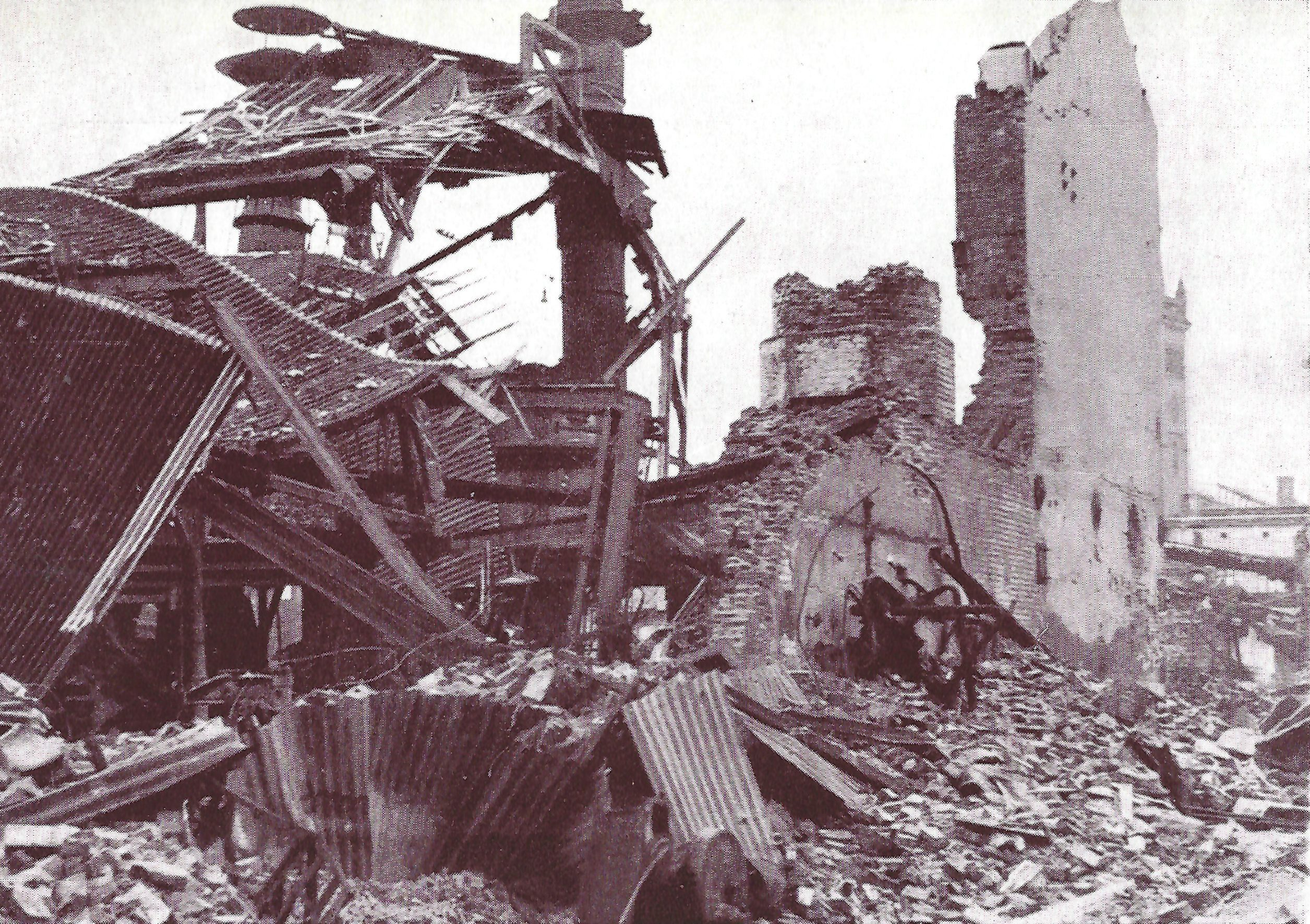
Trümmer der Eisengießerei in der Budenbergstraße

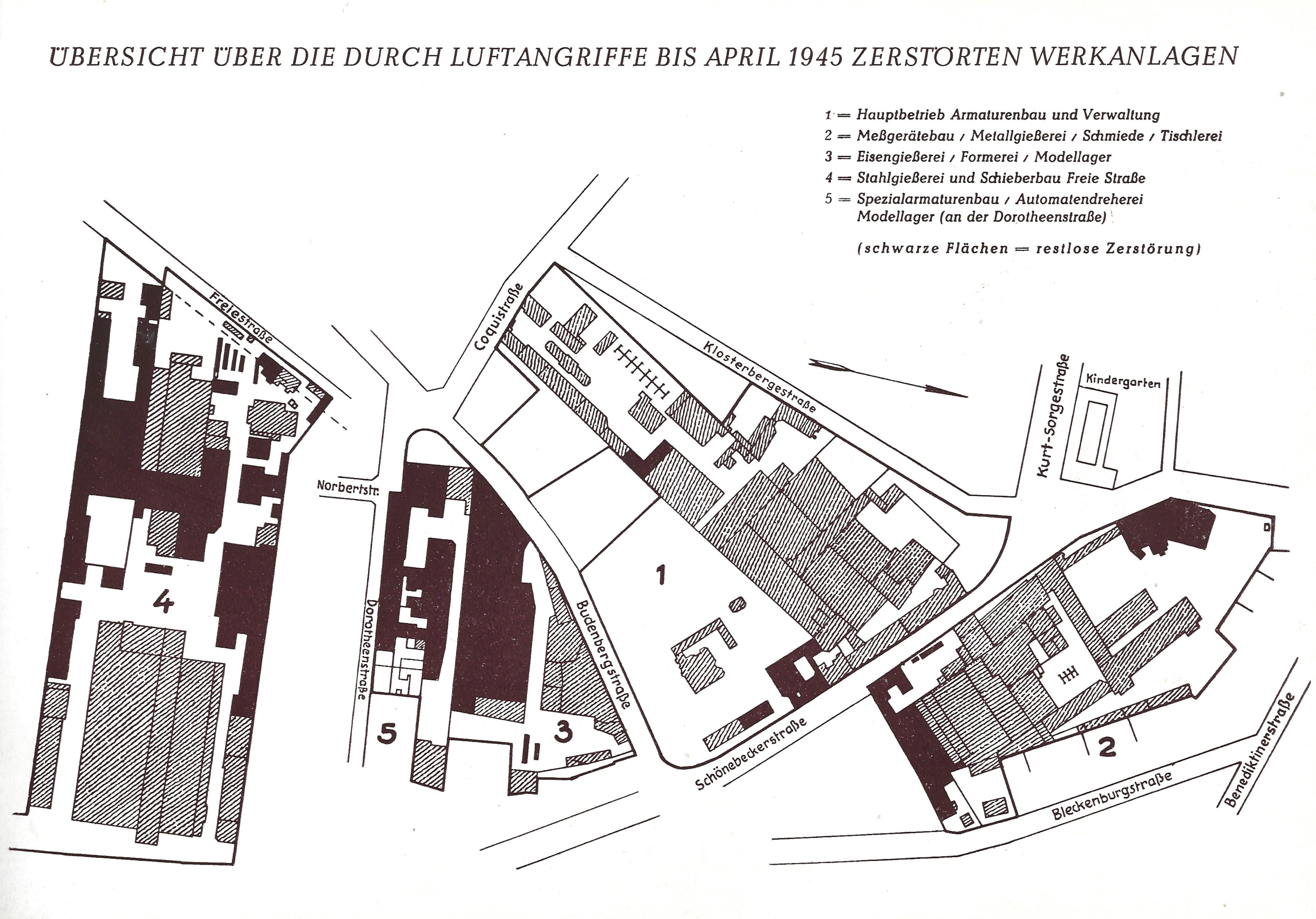
Übersichtsplan der in Buckau in den 1940er Jahren bestehenden Werksanlagen, schwarz eingezeichnet die im Krieg bis April 1945 zerstörten Teile

Auf dem Dach eines Werksgebäudes befand sich eine Flak-Anlage zur Abwehr von Luftangriffen. In der Nacht vom 21. auf den 22. Januar 1944 wurde das Werk in der Freien Straße und das Werk V durch Bomben beschädigt. Bei einem Luftangriff am 11. September 1944 kam fast das gesamte in der Abteilung Einkauf tätige Personal um. In weiteren Angriffen, so auch beim Luftangriff auf Magdeburg am 16. Januar 1945, erlitten die Werke erhebliche Schäden. Auch in den letzten Kriegstagen folgten weitere Zerstörungen durch Luftangriffe, so auch in der Eisengießerei in der Budenbergstraße. Das Werk V in der Dorotheenstraße war erst am 1. Oktober 1941 fertiggestellt worden. Es war das modernste Gebäude des Betriebs und einer der höchsten Bauten in Buckau. Dort wurden Spezial-Armaturen hergestellt. Im Keller des Objekts war die Befehlsstelle des Werkluftschutzes untergebracht. Zerstört wurde dieser Komplex einige Tage vor Kriegsende, zugleich kamen 58 Menschen um, viele weitere wurden verletzt. Betroffen von den Zerstörungen waren vor allem die Werke IV und V, insgesamt wurden etwa 60 % der Werksanlagen zerstört. Um die Rüstungsproduktion von Schäffer & Budenberg besser vor Luftangriffen zu schützen, wurde ab Mitte 1944 eine Untertageverlagerung von Produktionen in ein Stollensystem unter dem Regenstein bei Blankenburg im Harz betrieben.

### Zeit nach 1945

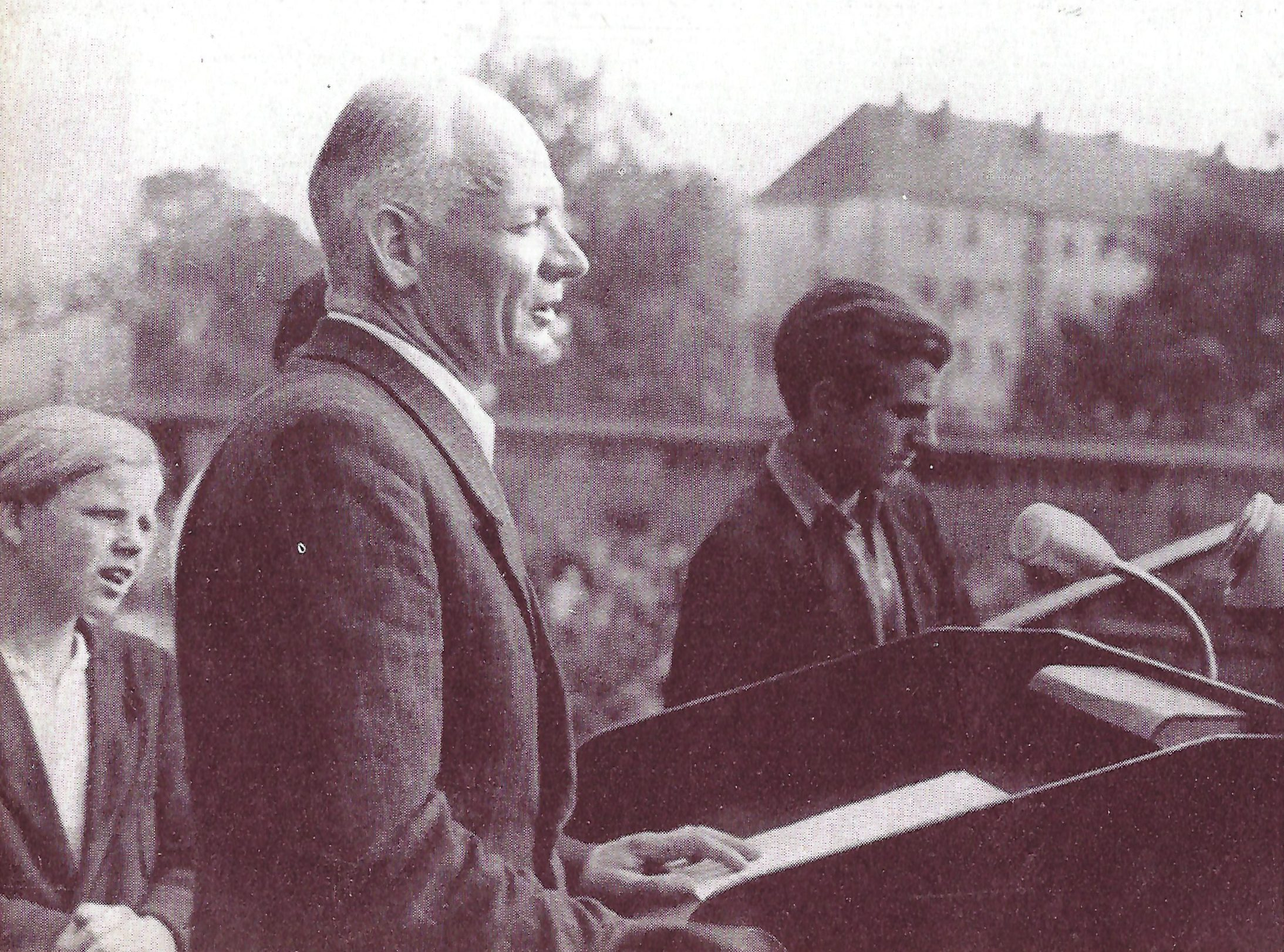
Adolf Hennecke 1949 im Werk

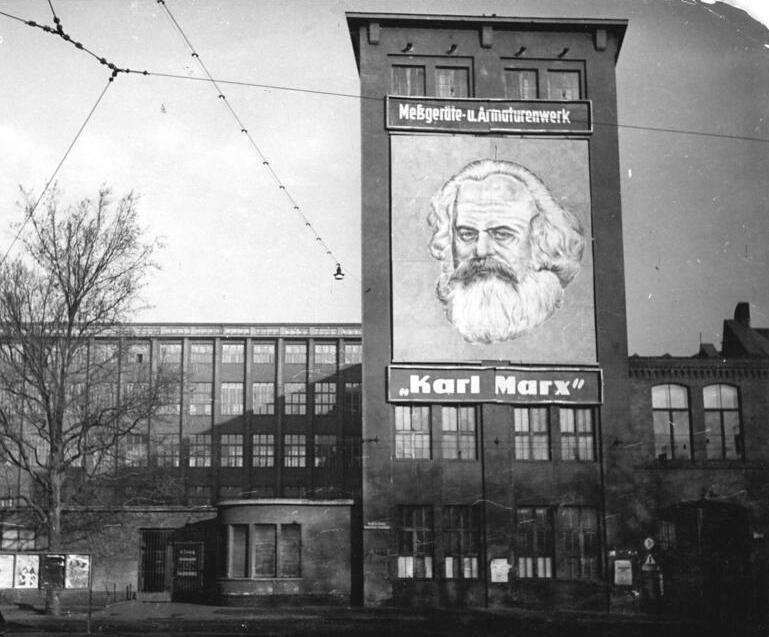
Werk II, nach der Umbenennung in Karl-Marx-Werk

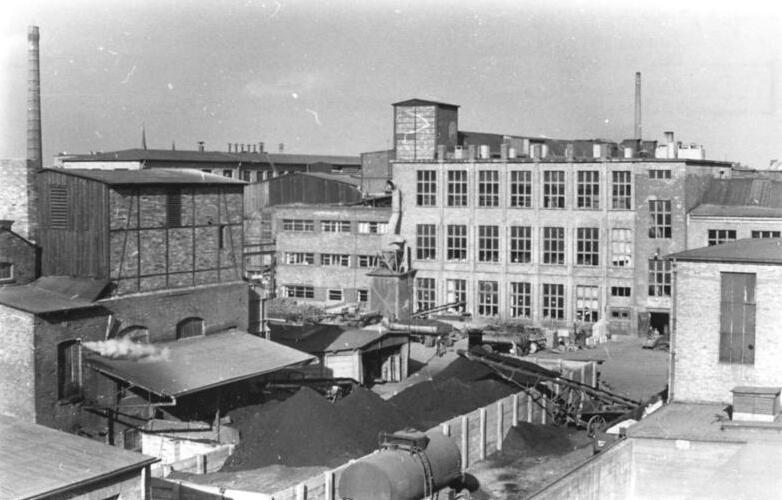
Blick über Werk IV, 1953

1945 war die Beschäftigtenzahl auf 3411 gesunken und erreichte 1946 einen Tiefststand von 3375. In den Folgejahren stieg sie wieder an, erreichte 1947 4487 Personen und 1949 dann bereits wieder 5252 Mitarbeiter. In der unmittelbaren Nachkriegszeit wurden Dinge wie einfache Feuerzeuge, Kochtöpfe und Kochhexen hergestellt. In der Zeit unter US-amerikanischer Besatzung sollen 1945 Patent- und Konstruktionsunterlagen aus dem Betrieb gebracht worden sein. Nachdem die Besatzung in sowjetische Hände übergegangen war, bestand die Befürchtung, dass es im Zuge von Reparationen zu einer vollständigen Demontage der Werksanlagen kommen könnte, was jedoch letztlich unterblieb. 1946 wurde das Unternehmen in eine Sowjetische Aktiengesellschaft (SAG) Pribor umgewandelt. Als SAG-Betrieb Meßgeräte- und Armaturenbau Buckau wurden zwischen 1946 und 1949 vor allem Lieferungen für die im Wiederaufbau befindlichen Leunawerke und Buna-Werke, die Benzinwerke Böhlen und Schwarzheide sowie die Farbenfabrik Wolfen erbracht. 1949 kamen Produkte für den Bevölkerungsbedarf hinzu. 1947 wurden Wohnungen für Werksangehörige im Magdeburger Stadtteil Friedensweiler gebaut. Neuer Direktor wurde Paul Zumbusch, der bereits als Schlosser bei Schäffer & Budenberg tätig war.
Die Filialen und Außenstellen des Betriebs waren, bis auf das Werk in Bleiche im Kreis Wolmirstedt, verloren gegangen.
Nach und nach wurden die Kriegszerstörungen beseitigt und Anlagen wieder aufgebaut. So wurden die Trümmer der Eisengießerei an der Budenbergstraße 1949 beseitigt. Eine neue Eisengießerei entstand jedoch im Werk an der Freien Straße, wo auch die Stahlgießerei vergrößert wurde. Das Unternehmen war nun auch in die sozialistische Wirtschaftsweise und Propaganda zunächst der sowjetischen Besatzungszone, dann der DDR eingebunden. Im Unternehmen wurde die Aktivistenbewegung propagiert. 1949 besuchte der Aktivist Adolf Hennecke den Betrieb. In einem Wettbewerb um die Fahne des Weltgewerkschaftsbundes erreichte man die Ehrenfahne, die dann einem sowjetischen Betrieb angeboten wurde.
Auch die Sozialeinrichtungen wurden wieder auf- und ausgebaut. Die durch Bombentreffer zum Teil zerstörte Gesundheitsstation wurde erneuert und mit zwei praktischen Ärzten, einem Zahnarzt, einem Röntgenologen und weiterem Personal betrieben. Auch die Werksküche war zerstört und musste neu gebaut werden. Sie bot Essen über rationierte Mengen hinaus an. Der Kindergarten wurde wieder eröffnet. Hinzu kam die Werkstatt für Schneider und Schuster. Außerdem betrieb man eine Konsum-Verkaufsstelle. Typisch für ein Unternehmen in der DDR wurden auch kulturelle Aktivitäten im Betrieb organisiert, so bestanden 1950 zwanzig Kulturgruppen, zu Themen wie Gesang, Laienspiel, Malerei, Musik und Volkstanz. Außerdem wurde eine Betriebssportgemeinschaft gegründet. Die Villa Budenberg wurde zum Kulturhaus umgenutzt. Auf dem Gelände des im Zweiten Weltkrieg zerstörten Admiralspalastes wurde nördlich von Werk II an der Schönebecker Straße ein neuer Kultursaal mit 800 Plätzen errichtet, der anlässlich der 100-Jahr-Feier des Unternehmens eingeweiht wurde. Als Poliklinik des Werks entstand 1951 die Pawlow-Poliklinik.

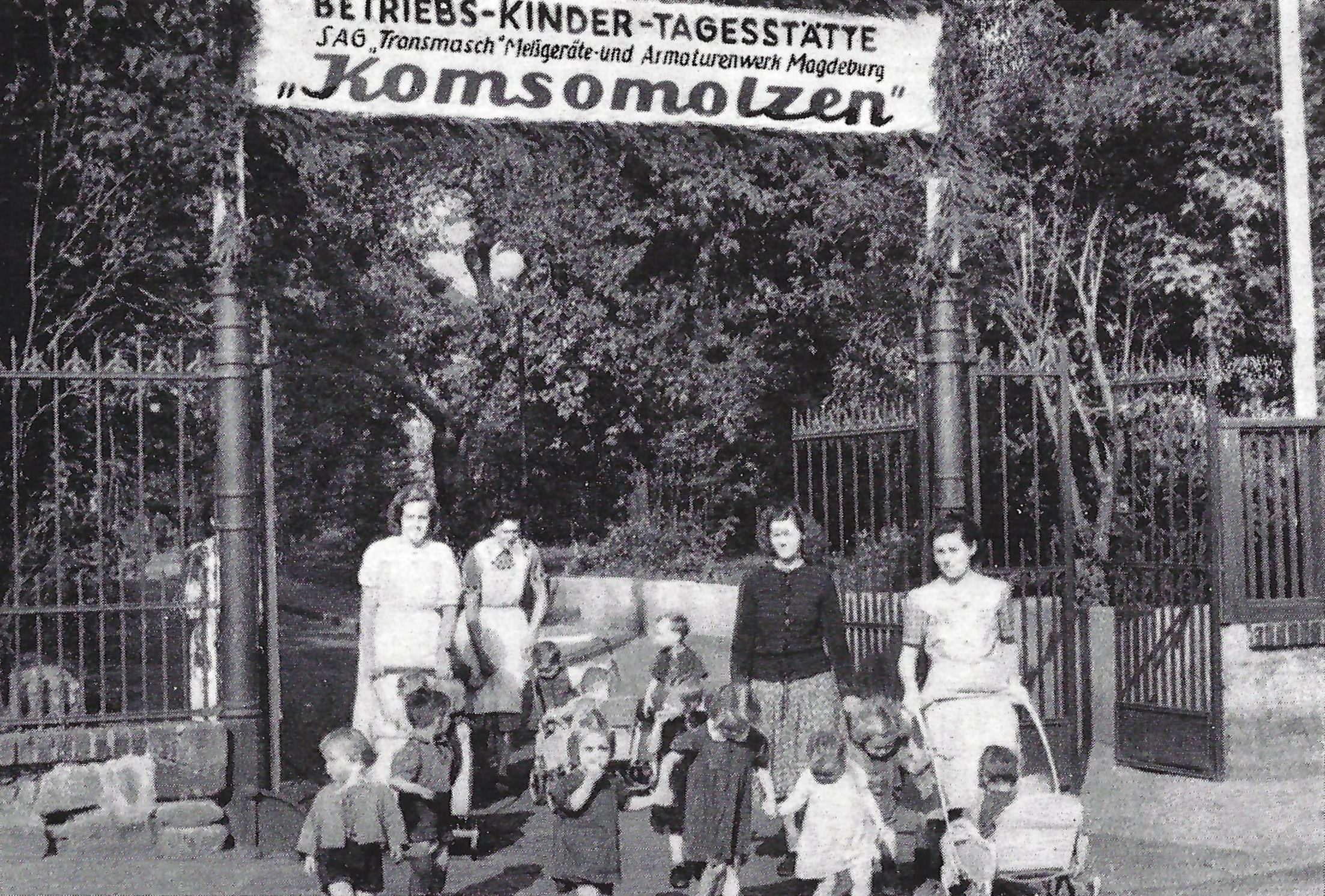
Betriebs-Kinder-Tagesstätte „Komsomolzen“ im Jahr 1951, auf dem Schild der nur kurzfristig gebräuchliche Name SAG Transmasch

1951 wurde die SAG Pribor in SAG Transmasch umgewandelt. Zu Ehren des Geburtstages von Josef Stalin wurde der Betrieb am 21. Dezember 1951 dann in Meßgeräte- und Armaturenwerk „Karl Marx“ (MAM) umbenannt. 1953 erfolgte der Übergang aus sowjetischer in DDR-Verwaltung. Im Jahr 1960 fusionierte das Unternehmen mit dem Polte-Werk zum VEB Magdeburger Armaturenwerke „Karl Marx“. Bereits 1965 wurde jedoch der Standort an der Schönebecker Straße 124 wieder herausgelöst und als VEB Meßgerätewerk Erich Weinert fortgeführt. Der VEB Magdeburger Armaturenwerke „Karl Marx“ fungierte ab 1970 als Stammbetrieb des Armaturenkombinats. In Westdeutschland gab es von Gesellschaftern von Schäffer & Budenberg Bemühungen das Unternehmen dort unter dem alten Firmennamen fortzuführen.
Die Produktpalette umfasste wie in der Vergangenheit Armaturen, wobei ein Schwerpunkt auf Hochdruck-Armaturen und komplette Regelanlagen lag. Auch der Bau von Manometern wurde weiter geführt, trat allerdings etwas in den Hintergrund. Verstärkt wurden schreibende Messgeräte, elektrischer Geräte und Sonderanfertigungen. Neu in das Sortiment wurden Schweißgeräte, Kälteregeler und Einspritzpumpen für Dieselmotoren aufgenommen.
1989 wurde der Betrieb in die Meßgeräte GmbH Magdeburg umgewandelt, die jedoch bereits 1994 in Liquidation ging. Das Liquidationsverfahren wurde 1998 abgeschlossen. Die Betriebsanlagen an der Schönebecker Straße wurden ab 2009 in Loftwohnungen umgebaut.

## Bauwerke
Verschiedene Gebäude der Werksanlagen sind erhalten und stehen unter Denkmalschutz. So die Verwaltungsgebäude Schönebecker Straße 7 und 8, das Produktionsgebäude Schönebecker Straße 9, das Werk II in der Schönebecker Straße 128 und das Werk III in der Budenbergstraße. Erhalten ist auch die Fabrikantenvilla Villa Budenberg, die Villa Arnold, die Villa p., das Budenberg-Stift und das Budenberg-Mausoleum. Das Gebäude Klosterbergestraße 13 war als Wohnhaus für Mitarbeiter des Werks entstanden. Auch die Pawlow-Poliklinik ist erhalten.
Im Aussiger Stadtteil Prödlitz in Tschechien sind Werksanlagen von Schäffer & Budenberg erhalten.

## Persönlichkeiten
In den 1860er Jahren war Philipp Hermann Rosenkranz, Ende des 19. Jahrhunderts August Sporkhorst jeweils als Ingenieur im Unternehmen tätig. Der Techniker und Erfinder Wilhelm Mathiesen arbeitete von 1882 bis 1887 im Werk und machte hier auch erste Erfindungen. Friedrich Riepe war von 1938 bis 1943 technischer Direktor des Unternehmens. Der Ingenieur Waldemar Vinz arbeitete von 1939 bis 1949 bei Schäffer & Budenberg.

## Trivia
Auf dem in St. Petersburg liegenden Museumsschiff Aurora sind Manometer von Schäffer & Budenberg eingebaut.